# Velká cena Itálie silničních motocyklů 2024
Velká cena Itálie 2024 (oficiálně Gran Premio d’Italia Brembo) byla sedmým závodním víkendem mistrovství světa silničních motocyklů 2024 kategorií MotoGP, Moto2 a Moto3 a zároveň čtvrtý závodní víkend MotoE. Konala se 31. května - 2. června na okruhu Mugello Circuit.

## Okruh
| Mugello Circuit | Mugello Circuit |
| --------------- | --------------- |
|                 |                 |
| Délka           | 5.245 km        |
| Počet zatáček   | 15              |

## Časový harmonogram
| Datum      | Třída  | Aktivita        | Start           |
| ---------- | ------ | --------------- | --------------- |
| 31. května | MotoE  | Trénink 1       | 8:30 (15 min.)  |
| 31. května | Moto3  | Volný trénink   | 9.00 (35 min.)  |
| 31. května | Moto2  | Volný trénink   | 9:50 (40 min.)  |
| 31. května | MotoGP | Volný trénink 1 | 10:45 (45 min.) |
| 31. května | MotoE  | Trénink 2       | 12:40 (15 min.) |
| 31. května | Moto3  | Trénink 1       | 13:15 (50 min.) |
| 31. května | Moto2  | Trénink 1       | 14:05 (40 min.) |
| 31. května | MotoGP | Trénink         | 15:00 (60 min.) |
| 31. května | MotoE  | Kvalifikace 1   | 17:05 (10 min.) |
| 31. května | MotoE  | Kvalifikace 2   | 17:25 (10 min.) |
| 1. června  | Moto3  | Trénink 2       | 8:40 (30 min.)  |
| 1. června  | Moto2  | Trénink 2       | 9:25 (30 min.)  |
| 1. června  | MotoGP | Volný trénink 2 | 10:10 (55 min.) |
| 1. června  | MotoGP | Kvalifikace 1   | 10:50 (15 min.) |
| 1. června  | MotoGP | Kvalifikace 2   | 11:15 (15 min.) |
| 1. června  | Moto3  | Kvalifikace 1   | 12:50 (15 min.) |
| 1. června  | Moto3  | Kvalifikace 2   | 13:15 (15 min.) |
| 1. června  | Moto2  | Kvalifikace 1   | 13:45 (15 min.) |
| 1. června  | Moto2  | Kvalifikace 2   | 14:10 (15 min.) |
| 1. června  | MotoGP | Sprint          | 15:00 (11 kol)  |
| 1. června  | MotoE  | Závod 2         | 16:10 (7 kol)   |
| 1. června  | MotoE  | Závod 1*        | 18:40 (7 kol)   |
| 2. června  | MotoGP | Warm Up         | 9:40 (10 min.)  |
| 2. června  | Moto3  | Závod           | 11:00 (17 kol)  |
| 2. června  | Moto2  | Závod           | 12:30 (19 kol)  |
| 2. června  | MotoGP | Závod           | 14:00 (23 kol)  |
| Zdroj:     |        |                 |                 |

*Závod byl odstartován v plánovaný čas 12:15, ale po prvním kole došlo k nehodě německého jezdce Lukase Tulovice. Po které byla vyvěšena červená vlajka a z důvodu dlouhého zdržení bylo rozhodnuto o posunutí závodu na 18:40.

## Startovní listina
| #      | Jezdec                  | Tým                               | Motocykl                |
| MotoGP | MotoGP                  | MotoGP                            | MotoGP                  |
| ------ | ----------------------- | --------------------------------- | ----------------------- |
| 1      | Francesco Bagnaia       | Ducati Lenovo Team                | Ducati Desmosedici GP24 |
| 5      | Johann Zarco            | Castrol Honda LCR                 | Honda RC213V            |
| 6      | Stefan Bradl            | HRC Test Team                     | Honda RC213V            |
| 10     | Luca Marini             | Repsol Honda Team                 | Honda RC213V            |
| 12     | Maverick Vińales        | Aprilia Racing                    | Aprilia RS-GP24         |
| 20     | Fabio Quartararo        | Monster Energy Yamaha MotoGP Team | Yamaha YZR-M1           |
| 21     | Franco Morbidelli       | Prima Pramac Racing               | Ducati Desmosedici GP24 |
| 23     | Enea Bastianini         | Ducati Lenovo Team                | Ducati Desmosedici GP24 |
| 25     | Raúl Fernández          | Trackhouse Racing                 | Aprilia RS-GP23         |
| 30     | Takaaki Nakagami        | Castrol Honda LCR                 | Honda RC213V            |
| 31     | Pedro Acosta            | Red Bull GasGas Tech3             | KTM RC16                |
| 33     | Brad Binder             | Red Bull KTM Factory Racing       | KTM RC16                |
| 36     | Joan Mir                | Repsol Honda Team                 | Honda RC213V            |
| 37     | Augusto Fernández       | Red Bull GasGas Tech3             | KTM RC16                |
| 41     | Aleix Espargaró         | Aprilia Racing                    | Aprilia RS-GP24         |
| 42     | Álex Rins               | Monster Energy Yamaha MotoGP Team | Yamaha YZR-M1           |
| 43     | Jack Miller             | Red Bull KTM Factory Racing       | KTM RC16                |
| 49     | Fabio Di Giannantonio   | Pertamina Enduro VR46 Racing Team | Ducati Desmosedici GP23 |
| 72     | Marco Bezzecchi         | Pertamina Enduro VR46 Racing Team | Ducati Desmosedici GP23 |
| 73     | Álex Márquez            | Gresini Racing MotoGP             | Ducati Desmosedici GP23 |
| 88     | Miguel Oliveira         | Trackhouse Racing                 | Aprilia RS-GP24         |
| 89     | Jorge Martín            | Prima Pramac Racing               | Ducati Desmosedici GP24 |
| 93     | Marc Márquez            | Gresini Racing MotoGP             | Ducati Desmosedici GP23 |
| Moto2  |                         |                                   |                         |
| #      | Jezdec                  | Tým                               | Motocykl                |
| 3      | Sergio García           | MT Helmets - MSi                  | Boscoscuro B-24         |
| 5      | Jaume Masià             | Pertamina Mnadalika Gas Up Team   | Kalex Moto2             |
| 7      | Barry Baltus            | RW-Idrofoglia Racing GP           | Kalex Moto2             |
| 9      | Jorge Navarro           | Klint Forward Factory Team        | Forward F2              |
| 10     | Diogo Moreira           | Italtrans Racing Team             | Kalex Moto2             |
| 11     | Álex Escrig             | Klint Forward Factory Team        | Forward F2              |
| 13     | Celestino Vietti        | Red Bull KTM Ajo                  | Kalex Moto2             |
| 14     | Tony Arbolino           | Elf Marc VDS Racing Team          | Kalex Moto2             |
| 15     | Darryn Binder           | Liqui Moly Husqvarna Intact GP    | Kalex Moto2             |
| 16     | Joe Roberts             | OnlyFans American Racing Team     | Kalex Moto2             |
| 17     | Daniel Muñoz            | Pertamina Mnadalika Gas Up Team   | Kalex Moto2             |
| 18     | Manuel González         | QJmotor Gresini Moto2             | Kalex Moto2             |
| 19     | Mattia Pasini           | Speed Up Racing                   | Boscoscuro B-24         |
| 20     | Xavi Cardelús           | Fantic Racing                     | Kalex Moto2             |
| 21     | Alonso López            | Speed Up Racing                   | Boscoscuro B-24         |
| 22     | Ayumu Sasaki            | Yamaha VR46 Master Camp Team      | Kalex Moto2             |
| 24     | Marcos Ramírez          | OnlyFans American Racing Team     | Kalex Moto2             |
| 28     | Izan Guevara            | CFMoto Aspar Team                 | Kalex Moto2             |
| 34     | Mario Aji               | Idemitsu Honda Team Asia          | Kalex Moto2             |
| 35     | Somkiat Chantra         | Idemitsu Honda Team Asia          | Kalex Moto2             |
| 43     | Xavier Artigas          | Klint Forward Factory Team        | Forward F2              |
| 44     | Arón Canet              | Fantic Racing                     | Kalex Moto2             |
| 52     | Jeremy Alcoba           | Yamaha VR46 Master Camp Team      | Kalex Moto2             |
| 53     | Deniz Öncü              | Red Bull KTM Ajo                  | Kalex Moto2             |
| 54     | Fermín Aldeguer         | Speed Up Racing                   | Boscoscuro B-24         |
| 71     | Dennis Foggia           | Italtrans Racing Team             | Kalex Moto2             |
| 75     | Albert Arenas           | QJmotor Gresini Moto2             | Kalex Moto2             |
| 79     | Ai Ogura                | MT Helmets - MSi                  | Boscoscuro B-24         |
| 81     | Senna Agius             | Liqui Moly Husqvarna Intact GP    | Kalex Moto2             |
| 84     | Zonta van den Goorbergh | RW-Idrofoglia Racing GP           | Kalex Moto2             |
| 96     | Jake Dixon              | CFMoto Aspar Team                 | Kalex Moto2             |
| Moto3  |                         |                                   |                         |
| #      | Jezdec                  | Tým                               | Motocykl                |
| 5      | Tatchakorn Buasri       | Honda Team Asia                   | Honda NSF250RW          |
| 6      | Ryusei Yamanaka         | MT Helmets -MSi                   | KTM RC250GP             |
| 7      | Filippo Farioli         | Sic58 Squadra Corse               | Honda NSF250RW          |
| 10     | Nicola Carraro          | LevelUp - MTA                     | KTM RC250GP             |
| 12     | Jacob Roulstone         | Red Bull GasGas Tech3             | Gas Gas RC250GP         |
| 18     | Matteo Bertelle         | Rivacold Snipers Team             | Honda NSF250RW          |
| 19     | Scott Ogden             | MLav Racing                       | Honda NSF250RW          |
| 22     | David Almansa           | Rivacold Snipers Team             | Honda NSF250RW          |
| 24     | Tatsuki Suzuki          | Liqui Moly Husqvarna Intact GP    | Husqvarna FR250GP       |
| 31     | Adrián Fernández        | Leopard Racing                    | Honda NSF250RW          |
| 36     | Ángel Piqueras          | Leopard Racing                    | Honda NSF250RW          |
| 48     | Iván Ortolá             | MT Helmets - MSi                  | KTM RC250GP             |
| 54     | Riccardo Rossi          | CIP Green Power                   | KTM RC250GP             |
| 55     | Noah Dettwiler          | CIP Green Power                   | KTM RC250GP             |
| 58     | Luca Lunetta            | Sic58 Squadra Corse               | Honda NSF250RW          |
| 64     | David Muńoz             | Boé Motorsports                   | KTM RC250GP             |
| 66     | Joel Kelso              | Boé Motorsports                   | KTM RC250GP             |
| 70     | Joshua Whatley          | MLav Racing                       | Honda NSF250RW          |
| 72     | Taiyo Furusato          | Honda Team Asia                   | Honda NSF250RW          |
| 78     | Joel Esteban            | CFMoto Aspar Team                 | CFMoto Moto3            |
| 80     | David Alonso            | CFMoto Aspar Team                 | CFMoto Moto3            |
| 82     | Stefano Nepa            | LevelUp - MTA                     | KTM RC250GP             |
| 93     | Fadillah Arbi Aditama   | Honda Team Asia                   | Honda NSF250RW          |
| 95     | Collin Veijer           | Liqui Moly Husqvarna Intact GP    | Husqvarna FR250GP       |
| 96     | Daniel Holgado          | Red Bull Gas Gas Tech3            | Gas Gas RC250GP         |
| 99     | José Antonio Rueda      | Red Bull KTM Ajo                  | KTM RC250GP             |
| MotoE  |                         |                                   |                         |
| #      | Jezdec                  | Tým                               | Motocykl                |
| 3      | Lukas Tulovic           | Dynavolt Intact GP MotoE          | Ducati V21L             |
| 4      | Héctor Garzó            | Dynavolt Intact GP MotoE          | Ducati V21L             |
| 6      | Maria Herrera           | Klint Forward Factory Team        | Ducati V21L             |
| 7      | Chaz Davies             | Aruba Cloud MotoE Racing Team     | Ducati V21L             |
| 9      | Andrea Mantovani        | Klint Forward Factory Team        | Ducati V21L             |
| 11     | Matteo Ferrari          | Felo Gresini MotoE                | Ducati V21L             |
| 21     | Kevin Zannoni           | Openbank Aspar Team               | Ducati V21L             |
| 29     | Nicholas Spinelli       | Tech3 E-Racing                    | Ducati V21L             |
| 34     | Kevin Manfredi          | Ongetta Sic58 Squadra Corse       | Ducati V21L             |
| 40     | Mattia Casadei          | LCR E-Team                        | Ducati V21L             |
| 51     | Eric Granado            | LCR E-Team                        | Ducati V21L             |
| 55     | Massimo Roccoli         | Ongetta Sic58 Squadra Corse       | Ducati V21L             |
| 61     | Alessandro Zaccone      | Tech3 E-Racing                    | Ducati V21L             |
| 72     | Alessio Finello         | Felo Gresini MotoE                | Ducati V21L             |
| 77     | Miquel Pons             | Axxis – MSI                       | Ducati V21L             |
| 80     | Armando Pontone         | Aruba Cloud MotoE Racing Team     | Ducati V21L             |
| 81     | Jordi Torres            | Openbank Aspar Team               | Ducati V21L             |
| 99     | Oscar Gutiérrez         | Axxis – MSI                       | Ducati V21L             |

## MotoGP

### Kvalifikace
| *                                                  | *                                                      | *                                                 |
| _______1_______ Jorge Martín Ducati 1:44.504       |                                                        |                                                   |
|                                                    | _______2_______ Francesco Bagnaia Ducati 1:44.547      |                                                   |
|                                                    |                                                        | _______3_______ Maverick Viñales Aprilia 1:44.687 |
| _______4_______ Marc Márquez Ducati 1:44.784       |                                                        |                                                   |
|                                                    | _______5_______ Enea Bastianini Ducati 1:44.880        |                                                   |
|                                                    |                                                        | _______6_______ Franco Morbidelli Ducati 1:44.896 |
| _______7_______ Pedro Acosta KTM 1:45.028          |                                                        |                                                   |
|                                                    | _______8_______ Álex Márquez Ducati 1:45.208           |                                                   |
|                                                    |                                                        | _______9_______ Aleix Espargaró Aprilia 1:45.236  |
| _______10_______ Álex Rins Yamaha 1:45.296         |                                                        |                                                   |
|                                                    | _______11_______ Miguel Oliveira Aprilia 1:45.377      |                                                   |
|                                                    |                                                        | _______12_______ Raúl Fernández Aprilia 1:45.458  |
| _______13_______ Brad Binder KTM 1:44.994          |                                                        |                                                   |
|                                                    | _______14_______ Fabio Di Giannantonio Ducati 1:45.007 |                                                   |
|                                                    |                                                        | _______15_______ Fabio Quartararo Yamaha 1:45.076 |
| _______16_______ Marco Bezzecchi Ducati 1:45.218   |                                                        |                                                   |
|                                                    | _______17_______ Joan Mir Honda 1:45.728               |                                                   |
|                                                    |                                                        | _______18_______ Johann Zarco Honda 1:45.813      |
| _______19_______ Jack Miller KTM 1:45.824          |                                                        |                                                   |
|                                                    | _______20_______ Augusto Fernández KTM 1:45.893        |                                                   |
|                                                    |                                                        | _______21_______ Pól Espargaró KTM 1:45.943       |
| _______22_______ Lorenzo Savadori Aprilia 1:46.200 |                                                        |                                                   |
|                                                    | _______23_______ Takaaki Nakagami Honda 1:46.265       |                                                   |
|                                                    |                                                        | _______24_______ Luca Marini Honda 1:46.698       |
| -------------------------------------------------- | ------------------------------------------------------ | ------------------------------------------------- |

Zdroj

### Sprint
| Pozice | Jezdec                | Motocykl | Kola | Čas                       | Body |
| ------ | --------------------- | -------- | ---- | ------------------------- | ---- |
| 1      | Francesco Bagnaia     | Ducati   | 11   | 19:30.251                 | 12   |
| 2      | Marc Márquez          | Ducati   | 11   | +1.469                    | 9    |
| 3      | Pedro Acosta          | KTM      | 11   | +4.147                    | 7    |
| 4      | Franco Morbidelli     | Ducati   | 11   | +5.421                    | 6    |
| 5      | Maverick Vińales      | Aprilia  | 11   | +7.693                    | 5    |
| 6      | Brad Binder           | KTM      | 11   | +8.271                    | 4    |
| 7      | Fabio Di Giannantonio | Ducati   | 11   | +8.571                    | 3    |
| 8      | Álex Márquez          | Ducati   | 11   | +8.846                    | 2    |
| 9      | Aleix Espargaró       | Aprilia  | 11   | +8.894                    | 1    |
| 10     | Raúl Fernández        | Aprilia  | 11   | +10.085                   |      |
| 11     | Marco Bezzecchi       | Ducati   | 11   | +10.199                   |      |
| 12     | Jack Miller           | KTM      | 11   | +13.988                   |      |
| 13     | Álex Rins             | Yamaha   | 11   | +14.137                   |      |
| 14     | Pól Espargaró         | KTM      | 11   | +18.259                   |      |
| 15     | Johann Zarco          | Honda    | 11   | +18.309                   |      |
| 16     | Takaaki Nakagami      | Honda    | 11   | +19.374                   |      |
| 17     | Augusto Fernández     | KTM      | 11   | +23.060                   |      |
| 18     | Lorenzo Savadori      | Aprilia  | 11   | +24.596                   |      |
| 19     | Luca Marini           | Honda    | 11   | +25.587                   |      |
| DNF    | Jorge Martín          | Ducati   | 7    | Pád                       |      |
| DNF    | Joan Mir              | Honda    | 4    | Technický problém         |      |
| DNF    | Enea Bastianini       | Ducati   | 2    | Technický problém po pádu |      |
| DNF    | Fabio Quartararo      | Yamaha   | 1    | Pád                       |      |
| DNF    | Miguel Oliveira       | Aprilia  | 1    | Pád                       |      |
| Zdroj  |                       |          |      |                           |      |

### Závod
| Pozice | Jezdec                | Motocykl | Kola | Čas               | Body |
| ------ | --------------------- | -------- | ---- | ----------------- | ---- |
| 1      | Francesco Bagnaia     | Ducati   | 23   | 40:51.385         | 25   |
| 2      | Enea Bastianini       | Ducati   | 23   | +0.799            | 20   |
| 3      | Jorge Martín          | Ducati   | 23   | +0.924            | 16   |
| 4      | Marc Márquez          | Ducati   | 23   | +2.064            | 13   |
| 5      | Pedro Acosta          | KTM      | 23   | +7.501            | 11   |
| 6      | Franco Morbidelli     | Ducati   | 23   | +9.890            | 10   |
| 7      | Fabio Di Giannantonio | Ducati   | 23   | +10.076           | 9    |
| 8      | Maverick Vińales      | Aprilia  | 23   | +11.683           | 8    |
| 9      | Álex Márquez          | Ducati   | 23   | +13.535           | 7    |
| 10     | Brad Binder           | KTM      | 23   | +15.901           | 6    |
| 11     | Aleix Espargaró       | Aprilia  | 23   | +19.182           | 5    |
| 12     | Raúl Fernández        | Aprilia  | 23   | +20.307           | 4    |
| 13     | Marco Bezzecchi       | Ducati   | 23   | +20.346           | 3    |
| 14     | Miguel Oliveira       | Aprilia  | 23   | +23.292           | 2    |
| 15     | Álex Rins             | Yamaha   | 23   | +23.613           | 1    |
| 16     | Jack Miller           | KTM      | 23   | +28.417           |      |
| 17     | Pól Espargaró         | KTM      | 23   | +28.778           |      |
| 18     | Fabio Quartararo      | Yamaha   | 23   | +30.622           |      |
| 19     | Johann Zarco          | Honda    | 23   | +31.457           |      |
| 20     | Luca Marini           | Honda    | 23   | +32.310           |      |
| 21     | Lorenzo Savadori      | Aprilia  | 23   | +46.724           |      |
| DNF    | Takaaki Nakagami      | Honda    | 9    | Pád               |      |
| DNF    | Joan Mir              | Honda    | 6    | Pád               |      |
| DNF    | Augusto Fernández     | KTM      | 4    | Technická problém |      |
| Zdroj  |                       |          |      |                   |      |

### Stav mistrovství po závodě
| 1 | Jorge Martín      | 171 | 1 | Ducati  | 241 | 1 | Ducati Lenovo Team                | 267 |
| 2 | Francesco Bagnaia | 153 | 2 | KTM     | 140 | 2 | Prima Pramac Racing               | 202 |
| 3 | Marc Márquez      | 136 | 3 | Aprilia | 138 | 3 | Gresini Racing MotoGP             | 187 |
| 4 | Enea Bastianini   | 114 | 4 | Yamaha  | 36  | 4 | Aprilia Racing                    | 182 |
| 5 | Pedro Acosta      | 101 | 5 | Honda   | 19  | 5 | Pertamina Enduro VR46 Racing Team | 119 |

## Moto2

### Kvalifikace
| *                                                 | *                                                       | *                                                    |
| _______1_______ Joe Roberts Kalex 1:49.877        |                                                         |                                                      |
|                                                   | _______2_______ Sergio García Boscoscuro 1:49.955       |                                                      |
|                                                   |                                                         | _______3_______ Alonso López Boscoscuro 1:50.132     |
| _______4_______ Manuel González Kalex 1:50.248    |                                                         |                                                      |
|                                                   | _______5_______ Darryn Binder Kalex 1:50.346            |                                                      |
|                                                   |                                                         | _______6_______ Marcos Ramírez Kalex 1:50.358        |
| _______7_______ Mattia Pasini Boscoscuro 1:50.410 |                                                         |                                                      |
|                                                   | _______8_______ Somkiat Chantra Kalex 1:50.450          |                                                      |
|                                                   |                                                         | _______9_______ Arón Canet Kalex 1:50.497            |
| _______10_______ Celestino Vietti Kalex 1:50.505  |                                                         |                                                      |
|                                                   | _______11_______ Jeremy Alcoba Kalex 1:50.551           |                                                      |
|                                                   |                                                         | _______12_______ Ai Ogura Kalex 1:50.573             |
| _______13_______ Izan Guevara Kalex 1:50.576      |                                                         |                                                      |
|                                                   | _______14_______ Deniz Öncü Kalex 1:50.759              |                                                      |
|                                                   |                                                         | _______15_______ Jake Dixon Kalex 1:50.796           |
| _______16_______ Tony Arbolino Kalex 1:50.894     |                                                         |                                                      |
|                                                   | _______17_______ Zonta van den Goorbergh Kalex 1:51.064 |                                                      |
|                                                   |                                                         | _______18_______ Fermín Aldeguer Boscoscuro 1:50.146 |
| _______19_______ Filip Salač Kalex 1:50.850       |                                                         |                                                      |
|                                                   | _______20_______ Barry Baltus Kalex 1:50.974            |                                                      |
|                                                   |                                                         | _______21_______ Daniel Muñoz Kalex 1:51.033         |
| _______22_______ Mario Aji Kalex 1:51.170         |                                                         |                                                      |
|                                                   | _______23_______ Diogo Moreira Kalex 1:51.180           |                                                      |
|                                                   |                                                         | _______24_______ Albert Arenas Kalex 1:51.186        |
| _______25_______ Dennis Foggia Kalex 1:51.380     |                                                         |                                                      |
|                                                   | _______26_______ Ayumu Sasaki Kalex 1:51.503            |                                                      |
|                                                   |                                                         | _______27_______ Senna Agius Kalex 1:51.584          |
| _______28_______ Jaume Masià Kalex 1:51.719       |                                                         |                                                      |
|                                                   | _______29_______ Xavi Cardelús Kalex 1:51.831           |                                                      |
|                                                   |                                                         | _______30_______ Álex Escrig Forward 1:52.066        |
| _______31_______ Xavier Artigas Forward 1:53.449  |                                                         |                                                      |
| ------------------------------------------------- | ------------------------------------------------------- | ---------------------------------------------------- |

Zdroj:

### Závod
Závod byl zkrácen na 12 kol, kvůli červené vlajce při závodu Moto3 a tím narušení časového harmonogramu.
| Pozice | Jezdec                  | Motocykl   | Kola | Čas                       | Body |
| ------ | ----------------------- | ---------- | ---- | ------------------------- | ---- |
| 1      | Joe Roberts             | Kalex      | 12   | 22:24.411                 | 25   |
| 2      | Manuel González         | Kalex      | 12   | +0.067                    | 20   |
| 3      | Alonso López            | Boscoscuro | 12   | +0.934                    | 16   |
| 4      | Sergio García           | Boscoscuro | 12   | +1.192                    | 13   |
| 5      | Ai Ogura                | Boscoscuro | 12   | +1.253                    | 11   |
| 6      | Arón Canet              | Kalex      | 12   | +1.859                    | 10   |
| 7      | Celestino Vietti        | Kalex      | 12   | +2.618                    | 9    |
| 8      | Izan Guevara            | Kalex      | 12   | +3.349                    | 8    |
| 9      | Somkiat Chantra         | Kalex      | 12   | +3.450                    | 7    |
| 10     | Marcos Ramírez          | Kalex      | 12   | +5.877                    | 6    |
| 11     | Diogo Moreira           | Kalex      | 12   | +6.516                    | 5    |
| 12     | Jake Dixon              | Kalex      | 12   | +10.969                   | 4    |
| 13     | Deniz Öncü              | Kalex      | 12   | +11.782                   | 3    |
| 14     | Zonta van den Goorbergh | Kalex      | 12   | +11.930                   | 2    |
| 15     | Mario Aji               | Kalex      | 12   | +13.036                   | 1    |
| 16     | Tony Arbolino           | Kalex      | 12   | +13.381                   |      |
| 17     | Senna Agius             | Kalex      | 12   | +15.564                   |      |
| 18     | Barry Baltus            | Kalex      | 12   | +15.618                   |      |
| 19     | Albert Arenas           | Kalex      | 12   | +15.760                   |      |
| 20     | Dennis Foggia           | Kalex      | 12   | +17.512                   |      |
| 21     | Jaume Masià             | Kalex      | 12   | +17.576                   |      |
| 22     | Daniel Muñoz            | Kalex      | 12   | +17.779                   |      |
| 23     | Xavi Cardelús           | Kalex      | 12   | +28.024                   |      |
| 24     | Álex Escrig             | Forward    | 12   | +34.678                   |      |
| 25     | Xavier Artigas          | Forward    | 12   | +35.265                   |      |
| 26     | Mattia Pasini           | Boscoscuro | 12   | +1:18.428                 |      |
| DNF    | Ayumu Sasaki            | Kalex      | 10   | Pád                       |      |
| DNF    | Filip Salač             | Kalex      | 7    | Technický problém po pádu |      |
| DNF    | Darryn Binder           | Kalex      | 5    | Pád                       |      |
| DNF    | Jeremy Alcoba           | Kalex      | 3    | Pád                       |      |
| DNF    | Fermín Aldeguer         | Boscoscuro | 3    | Pád                       |      |
| Zdroj  |                         |            |      |                           |      |

### Stav mistrovství po závodě
| Pohár jezdců | Pohár jezdců    | Pohár jezdců |      | Pohár konstruktérů | Pohár konstruktérů | Pohár konstruktérů |                               | Pohár týmů            | Pohár týmů | Pohár týmů |
| Poz.         | Jezdec          | Body         | Poz. | Konstruktér        | Body               | Poz.               | Tým                           | Body                  |            |            |
| ------------ | --------------- | ------------ | ---- | ------------------ | ------------------ | ------------------ | ----------------------------- | --------------------- | ---------- | ---------- |
| 1            | Sergio García   | 122          | 1    | Boscoscuro         | 154                | 1                  | MT Helmets – MSi              | 221                   |            |            |
| 2            | Joe Roberts     | 115          | 2    | Kalex              | 139                | 2                  | OnlyFans American Racing Team | 150                   |            |            |
| 3            | Ai Ogura        | 99           | 3    | Forward            | 6                  | 3                  | MB Conveyors Speed Up         | 142                   |            |            |
| 4            | Alonso López    | 79           |      |                    |                    |                    | 4                             | QJmotor Gresini Moto2 | 114        |            |
| 5            | Manuel González | 66           | 5    | Fantic Racing      | 58                 |                    |                               |                       |            |            |

## Moto3

### Kvalifikace
| *                                                 | *                                                | *                                                  |
| _______1_______ David Alonso CFMoto 1:54.194      |                                                  |                                                    |
|                                                   | _______2_______ Iván Ortolá KTM 1:54.441         |                                                    |
|                                                   |                                                  | _______3_______ José Antonio Rueda KTM 1:54.797    |
| _______4_______ Collin Veijer Husqvarna 1:54.906  |                                                  |                                                    |
|                                                   | _______5_______ Daniel Holgado Gas Gas 1:55.112  |                                                    |
|                                                   |                                                  | _______6_______ Luca Lunetta Honda 1:55.136        |
| _______7_______ Jacob Roulstone Gas Gas 1:55.209  |                                                  |                                                    |
|                                                   | _______8_______ Taiyo Furusato Honda 1:55.251    |                                                    |
|                                                   |                                                  | _______9_______ Joel Kelso KTM 1:55.464            |
| _______10_______ Riccardo Rossi KTM 1:55.492      |                                                  |                                                    |
|                                                   | _______11_______ Xabi Zurutuza KTM 1:55.590      |                                                    |
|                                                   |                                                  | _______12_______ Stefano Nepa KTM 1:55.654         |
| _______13_______ Ryusei Yamanaka KTM 1:55.760     |                                                  |                                                    |
|                                                   | _______14_______ David Muñoz KTM 1:55.850        |                                                    |
|                                                   |                                                  | _______15_______ Tatsuki Suzuki Husqvarna 1:55.900 |
| _______16_______ Filippo Farioli Honda 1:55.966   |                                                  |                                                    |
|                                                   | _______17_______ Adrián Fernández Honda 1:56.270 |                                                    |
|                                                   |                                                  | _______18_______ Scott Ogden Honda 1:57.101        |
| _______19_______ Joel Esteban CFMoto 1:56.856     |                                                  |                                                    |
|                                                   | _______20_______ Ángel Piqueras Honda 1:56.921   |                                                    |
|                                                   |                                                  | _______21_______ Nicola Carraro KTM 1:56.946       |
| _______22_______ Matteo Bertelle Honda 1:57.058   |                                                  |                                                    |
|                                                   | _______23_______ Joshua Whatley Honda 1:57.114   |                                                    |
|                                                   |                                                  | _______24_______ David Almansa Honda 1:57:148      |
| _______25_______ Tatchakorn Buasri Honda 1:57.834 |                                                  |                                                    |
|                                                   | _______26_______ Noah Dettwiler KTM 1:58.214     |                                                    |
| ------------------------------------------------- | ------------------------------------------------ | -------------------------------------------------- |

Zdroj:

### Závod
Závod byl odstartován na vzdálenost 17 kol, ale ve třetím kole, po nehodě Xabiho Zurutuzy a Filippa Farioliho došlo k vyvěšení červených vlajek. Závod byl poté zkrácen na 11 kol.
| Pozice | Jezdec             | Motocykl  | Kola | Čas            | Body |
| ------ | ------------------ | --------- | ---- | -------------- | ---- |
| 1      | David Alonso       | CFMoto    | 11   | 21:17.796      | 25   |
| 2      | Collin Veijer      | Husqvarna | 11   | +0.142         | 20   |
| 3      | Ryusei Yamanaka    | KTM       | 11   | +1.253         | 16   |
| 4      | Taiyo Furusato     | Honda     | 11   | +1.700         | 13   |
| 5      | David Muńoz        | KTM       | 11   | +5.399         | 11   |
| 6      | Iván Ortolá        | KTM       | 11   | +12.556        | 10   |
| 7      | Luca Lunetta       | Honda     | 11   | +13.839        | 9    |
| 8      | Adrián Fernández   | Honda     | 11   | +13.971        | 8    |
| 9      | Jacob Roulstone    | Gas Gas   | 11   | +14.099        | 7    |
| 10     | Matteo Bertelle    | Honda     | 11   | +14.106        | 6    |
| 11     | Ángel Piqueras     | Honda     | 11   | +14.299        | 5    |
| 12     | Joel Kelso         | KTM       | 11   | +14.335        | 4    |
| 13     | Riccardo Rossi     | KTM       | 11   | +16.899        | 3    |
| 14     | Daniel Holgado     | Gas Gas   | 11   | +22.031        | 2    |
| 15     | José Antonio Rueda | KTM       | 11   | +22.091        | 1    |
| 16     | Nicola Carraro     | KTM       | 11   | +22.122        |      |
| 17     | Scott Ogden        | Honda     | 11   | +22.205        |      |
| 18     | Joel Esteban       | CFMoto    | 11   | +22.259        |      |
| 19     | Filippo Farioli    | Honda     | 11   | +25.656        |      |
| 20     | Noah Dettwiler     | KTM       | 11   | +25.857        |      |
| 21     | David Almansa      | Honda     | 11   | +33.633        |      |
| 22     | Tatchakorn Buasri  | Honda     | 11   | +37.688        |      |
| 23     | Joshua Whatley     | Honda     | 11   | +53.010        |      |
| DNF    | Stefano Nepa       | KTM       | 0    | Pád            |      |
| DNF    | Tatsuki Suzuki     | Husqvarna | 0    | Pád            |      |
| DNS*   | Xabi Zurutuza      | KTM       | 0    | Zranění z pádu |      |
| Zdroj  |                    |           |      |                |      |

*Xabi Zurutuza nenastoupil na startovní rošt restartovaného závodu.

### Stav mistrovství po závodě
| 1 | David Alonso   | 143 | 1 | CFMoto    | 143 | 1 | CFMoto Valresa Aspar Team      | 178 |
| 2 | Daniel Holgado | 106 | 2 | KTM       | 113 | 2 | Red Bull GasGas Tech3          | 148 |
| 3 | Collin Veijer  | 95  | 3 | Gas Gas   | 111 | 3 | MT Helmets – MSi               | 136 |
| 4 | Iván Ortolá    | 80  | 4 | Husqvarna | 105 | 4 | Liqui Moly Husqvarna Intact GP | 126 |
| 5 | David Muñoz    | 60  | 5 | Honda     | 80  | 5 | Boé Motorsports                | 106 |

## MotoE

### Kvalifikace
Startovní rošt byl stejný pro oba závody.
| *                                                  | *                                                | *                                                 |
| _______1_______ Alessandro Zaccone Ducati 1:55.466 |                                                  |                                                   |
|                                                    | _______2_______ Héctor Garzó Ducati 1:55.872     |                                                   |
|                                                    |                                                  | _______3_______ Eric Granado Ducati 1:55.915      |
| _______4_______ Mattia Casadei Ducati 1:55.941     |                                                  |                                                   |
|                                                    | _______5_______ Kevin Zannoni Ducati 1:55.983    |                                                   |
|                                                    |                                                  | _______6_______ Nicholas Spinelli Ducati 1:56.152 |
| _______7_______ Matteo Ferrari Ducati 1:56.337     |                                                  |                                                   |
|                                                    | _______8_______ Alessio Finello Ducati 1:56.651  |                                                   |
|                                                    |                                                  | _______9_______ Andrea Mantovani Ducati 1:56.594  |
| _______10_______ Miquel Pons Ducati 1:56.747       |                                                  |                                                   |
|                                                    | _______11_______ Massimo Roccoli Ducati 1:56.836 |                                                   |
|                                                    |                                                  | _______12_______ Kevin Manfredi Ducati 1:56.894   |
| _______13_______ Jordi Torres Ducati 1:57.099      |                                                  |                                                   |
|                                                    | _______14_______ Oscar Gutiérrez Ducati 1:57.825 |                                                   |
|                                                    |                                                  | _______15_______ Maria Herrera Ducati 1:58.887    |
| _______16_______ Chaz Davies Ducati 2:05.605       |                                                  |                                                   |
|                                                    | _______17_______ Armando Pontone Ducati 2:05.669 |                                                   |
| -------------------------------------------------- | ------------------------------------------------ | ------------------------------------------------- |

Zdroj:

### 1. závod
| Pozice | Jezdec             | Kola | Čas       | Body |
| ------ | ------------------ | ---- | --------- | ---- |
| 1      | Mattia Casadei     | 7    | 13:37.214 | 25   |
| 2      | Alessandro Zaccone | 7    | +0.269    | 20   |
| 3      | Héctor Garzó       | 7    | +0.514    | 16   |
| 4      | Kevin Zannoni      | 7    | +1.408    | 13   |
| 5      | Eric Granado       | 7    | +1.443    | 11   |
| 6      | Andrea Mantovani   | 7    | +2.054    | 10   |
| 7      | Massimo Roccoli    | 7    | +3.917    | 9    |
| 8      | Matteo Ferrari     | 7    | +3.919    | 8    |
| 9      | Miquel Pons        | 7    | +4.666    | 7    |
| 10     | Nicholas Spinelli  | 7    | +5.244    | 6    |
| 11     | Oscar Gutiérrez    | 7    | +7.854    | 5    |
| 12     | Alessio Finello    | 7    | +7.999    | 4    |
| 13     | Kevin Manfredi     | 7    | +12.630   | 3    |
| 14     | Chaz Davies        | 7    | +17.250   | 2    |
| 15     | Maria Herrera      | 7    | +18.021   | 1    |
| 16     | Armando Pontone    | 7    | +18.269   |      |
| DNF    | Jordi Torres       | 6    | Pád       |      |
| Zdroj  |                    |      |           |      |

Závod byl odstartován v plánovaný čas, ovšem v druhém kole došlo k pádu Lukase Tulovice a následnému vyvěšení červených vlajek. Ředitelství závodu se rozhodlo k posunutí nového startu na 18:40, kde Lukas Tulovic na startu chyběl.

### 2. závod
| Pozice | Jezdec             | Kola | Čas       | Body |
| ------ | ------------------ | ---- | --------- | ---- |
| 1      | Kevin Zannoni      | 7    | 13:37.434 | 25   |
| 2      | Mattia Casadei     | 7    | +0.219    | 20   |
| 3      | Eric Granado       | 7    | +2.851    | 16   |
| 4      | Massimo Roccoli    | 7    | +2.862    | 13   |
| 5      | Andrea Mantovani   | 7    | +3.063    | 11   |
| 6      | Alessandro Zaccone | 7    | +3.168    | 10   |
| 7      | Matteo Ferrari     | 7    | +3.818    | 9    |
| 8      | Héctor Garzó       | 7    | +3.837    | 8    |
| 9      | Nicholas Spinelli  | 7    | +4.523    | 7    |
| 10     | Oscar Gutiérrez    | 7    | +4.944    | 6    |
| 11     | Miquel Pons        | 7    | +4.937    | 5    |
| 12     | Jordi Torres       | 7    | +5.220    | 4    |
| 13     | Alessio Finello    | 7    | +8.251    | 3    |
| 14     | Kevin Manfredi     | 7    | +9.837    | 2    |
| 15     | Armando Pontone    | 7    | +19.540   | 1    |
| 16     | Chaz Davies        | 7    | +19.592   |      |
| 17     | Maria Herrera      | 7    | +20.069   |      |
| Zdroj  |                    |      |           |      |

### Stav mistrovství po závodě
| Pohár jezdců | Pohár jezdců      | Pohár jezdců |      | Pohár týmů               | Pohár týmů | Pohár týmů |
| Poz.         | Jezdec            | Body         | Poz. | Tým                      | Body       |            |
| ------------ | ----------------- | ------------ | ---- | ------------------------ | ---------- | ---------- |
| 1            | Mattia Casadei    | 132          | 1    | LCR E-Team               | 202        |            |
| 2            | Kevin Zannoni     | 126          | 2    | Openbank Aspar Team      | 176        |            |
| 3            | Oscar Gutiérrez   | 97           | 3    | Tech3 E-Racing           | 162        |            |
| 4            | Nicholas Spinelli | 88           | 4    | Axxis – MSi              | 138        |            |
| 5            | Héctor Garzó      | 88           | 5    | Dynavolt Intact GP MotoE | 136        |            |